# Jam
«Jam» — пісня американського поп-виконавця Майкла Джексона з його восьмого студійного альбому Dangerous. 13 липня 1992 року пісня була випущена як четвертий сингл з альбому.

## Музичне відео
У 1992 році Майкл Джексон зняв кліп на пісню у Чикаго. У кліпі з‘явилися відомий баскетболіст Майкл Джордан та репер Heavy D. Для кліпу був вибраний покинутий склад, де спеціально побудували баскетбольний майданчик. Усе було настільки засекречено, що в документах писалося, що на складі знімається реклама майонезу.

## Концертні виступи
Джексон виконував пісню на Dangerous World Tour (1992—1993). Востаннє пісня пролунала на концерті у Брунеї 16 липня 1996. Також співак репетирував пісню для скасованого туру This Is It (2009—2010), тур скасували через раптову смерть Джексона.

## Чарти

### Тижневі чарти
| Чарт (1992)                                | Найвища позиція |
| ------------------------------------------ | --------------- |
| Австралія (ARIA)                           | 11              |
| Австрія (Ö3 Austria Top 75)                | 28              |
| Бельгія (Ultratop Flanders)                | 10              |
| Canada Top Singles (RPM)                   | 29              |
| 3                                          |                 |
| Canada Contemporary Hit Radio (The Record) | 8               |
| Canada Retail Singles (The Record)         | 21              |
| Europe (Eurochart Hot 100)                 | 21              |
| Europe (European Dance Radio)              | 5               |
| Finland (Suomen virallinen lista)          | 18              |
| Франція (SNEP)                             | 8               |
| Німеччина (Media Control AG)               | 18              |
| Greece (Pop + Rock)                        | 8               |
| Ірландія (IRMA)                            | 5               |
| Italy (Musica e dischi)                    | 3               |
| Нідерланди (Dutch Top 40)                  | 9               |
| Нідерланди (Mega Single Top 100)           | 12              |
| Нова Зеландія (RIANZ)                      | 2               |
| Portugal (AFP)                             | 6               |
| Швеція (Sverigetopplistan)                 | 30              |
| Швейцарія (Media Control AG)               | 22              |
| Велика Британія (UK Singles Chart)         | 13              |
| UK Dance (Music Week)                      | 8               |
| США (Billboard Hot 100)                    | 26              |
| США (Hot Dance Club Songs) (Billboard)     | 4               |
| 1                                          |                 |
| США (Hot R&B/Hip-Hop Songs) (Billboard)    | 3               |
| US CHR/Pop Airplay Chart (Radio & Records) | 9               |

| Чарт (2006)                        | Найвища позиція |
| ---------------------------------- | --------------- |
| Франція (SNEP)                     | 55              |
| Ірландія (IRMA)                    | 22              |
| Італія (FIMI)                      | 11              |
| Нідерланди (Mega Single Top 100)   | 42              |
| Іспанія (PROMUSICAE)               | 1               |
| Велика Британія (UK Singles Chart) | 22              |

### Річні чарти
| Чарт (1992)                       | Позиція |
| --------------------------------- | ------- |
| Australia (ARIA)                  | 77      |
| Canada Dance/Urban (RPM)          | 46      |
| US Hot R&B Singles (Billboard)    | 85      |
| US Maxi-Singles Sales (Billboard) | 21      |